# Підлідний вулкан

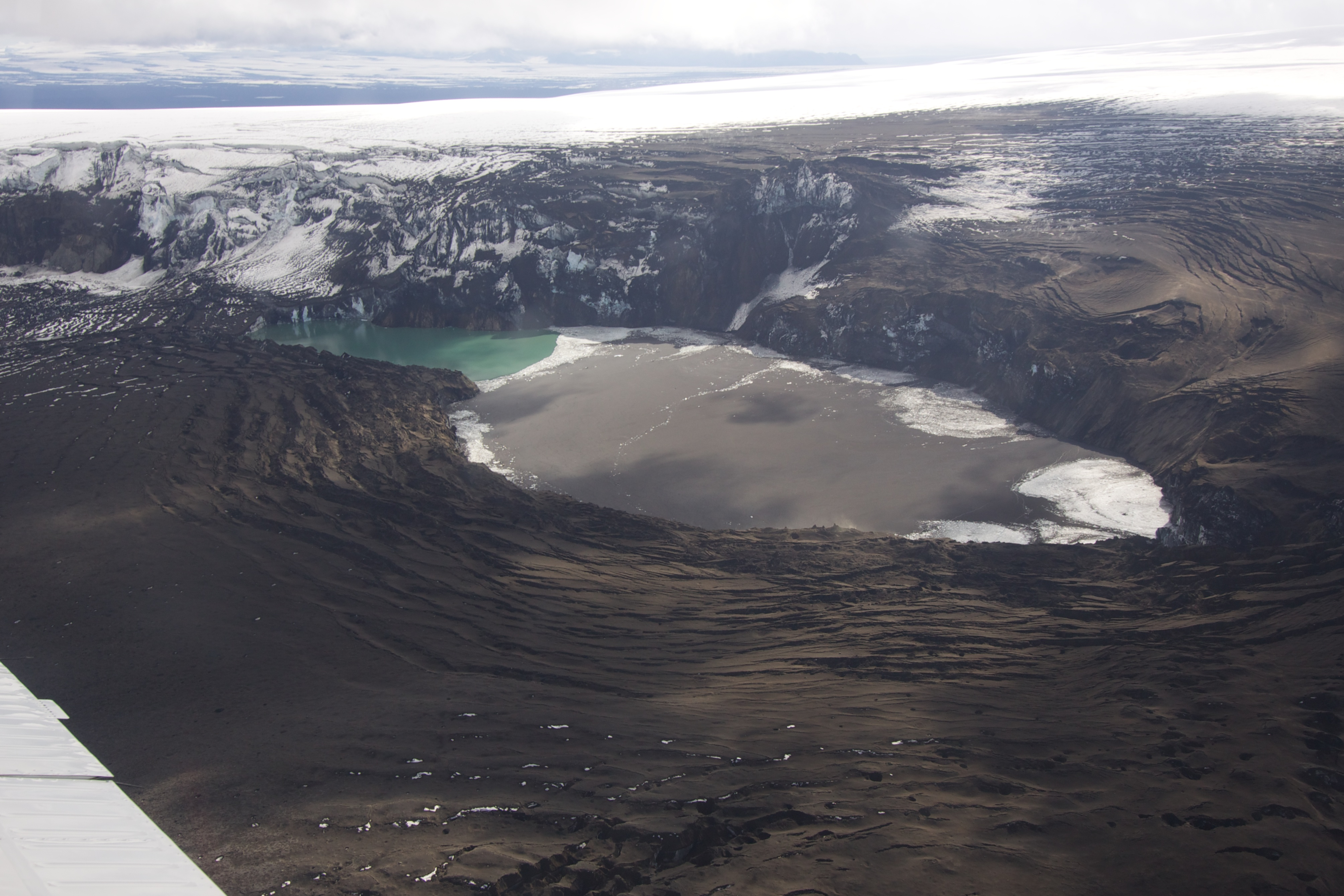
Підлідний вулкан Ґрімсвотн у серпні 2011 року. Після виверження навколишній льодовик покрито попелом, на дні кальдери геотермальне озеро.

Підлідний вулкан — вулкан, розташований у межах льодовикової шапки або льодовикового щита, внаслідок чого його вулканічна споруда (конус, жерло, кратер або кальдера) міститься нижче від рівня навколишнього льодовика. Цей тип вулканів рідкісний, оскільки трапляється виключно в регіонах, які вкриті льодовиками і водночас мали чи мають активний вулканізм. У сплячому стані такий вулкан може бути не помітним на навколишній місцевості, оскільки повністю покритий льодом.

## Характеристика

Схема підльодовикового виверження. 1. Хмара водяної пари; 2. Підлідне озеро; 3. Льодовик; 4. Шари лави та попелу; 5. Шар осадової породи; 6. Подушкова лава; 7. Магматичний канал; 8. Магматичний осередок; 9. Магматична інтрузія

Підлідний вулкан утворюється при виверженнях під поверхню льодовика або льодового щита, при цьому гаряча лава та вулканічні гази, що надходять із тріщин земної кори, протоплюють собі шлях у товщі льоду. Лід і утворена вода швидко охолоджують лаву, тому вона застигає у вигляді подушкоподібних тіл. При руйнуванні подушкової лави утворюються різні брекчії, зокрема туфова брекчія та гіалокластит.
Вода, що утворюється при таненні льоду при виверженнях підлідних вулканів, зазвичай накопичується між льодовиком і скельною основою і може раптово прорватися на поверхню, утворюючи єкуллойп — сильну потокову проривну повінь. Подібне сталося в Ісландії 1996 року під час виверження підлідного вулкана Ґрімсвотн, коли потік, що вирвався з-під льодовика, з витратою води 50 000 м³/с і висотою до 4 м, ніс уламки льоду вагою до 5000 тонн і спричинив катастрофічні руйнування.
Форма підлідних вулканів, як правило, досить характерна і незвична, зі сплощеною вершиною та крутими схилами, які утримуються від обвалення тиском навколишнього льоду та талої води. Якщо вулкан зрештою повністю протопить крижаний шар, то відкладаються горизонтальні потоки лави, і вершина вулкана набуває майже рівної форми. Однак, якщо після відступу льодовика вивергнеться багато лави, то вулкан може набути звичнішої форми, як більшість стародавніх підлідних вулканів у Канаді. Підлідні вулкани з рівною плоскою вершиною та крутими схилами називають туями, на честь підлідного вулкана Туя у північній Британській Колумбії, який описав канадський геолог Білл Метьюз 1947 року.
Від підлідних вулканів слід відрізняти звичайні вулкани у високогірних регіонах, покриті льодовою шапкою тільки в районі вершини, наприклад, різні вулкани Анд і Камчатки, а також вулкан Фудзіяма. Ці типи вулканів відрізняються геологічною будовою. Підлідні вулкани складаються з подушкової лави, палагоніту і гіалокластиту, а покриті льодом звичайні вулкани складаються з шарів лави й попелу, що чергуються, або ж із ріоліту (наприклад, вулкан Торвайєкюдль).

## Поширення

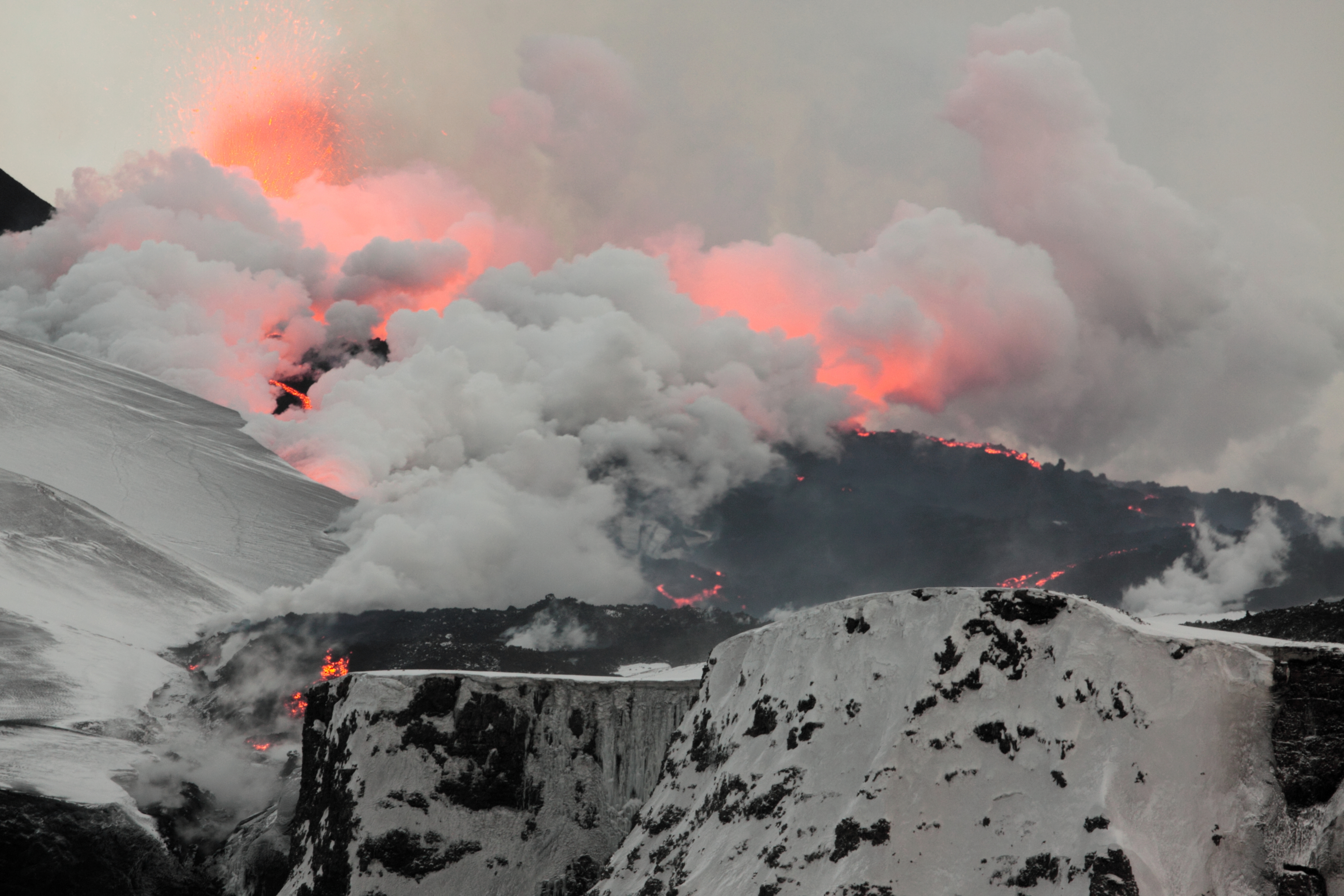
Виверження підлідного вулкана Еяф'ятлайокютль

Багато підлідних вулканів розташовані в полярних регіонах, особливо на острові Ісландія, Алясці та Антарктиді. Давні підлідні вулкани, які давно вийшли на поверхню з-під льодовикового щита, зустрічаються також у Британській Колумбії та Юконі в Канаді.
Найвідоміші підлідні вулкани містяться в Ісландії. Це Ґрімсвотн і Ерайвайокутль, покриті величезним льодовиковим куполом Ватнайокутля, вулкан під льодовиком Еяф'ятлайокютль і Катла, під Мірдалсйокутлем.